# Tsjechië op het wereldkampioenschap voetbal 2006
Tsjechië is een van de landen die deelneemt aan het Wereldkampioenschap voetbal 2006. Het is de eerste keer dat Tsjechië als onafhankelijk land meedoet. Het grotere geheel, Tsjechoslowakije, deed al vaker mee en haalde zelfs de finale in 1934, maar die ging verloren tegen Italië.

## Kwalificatie
Als lid van de UEFA speelde Tsjechië in de eerste van acht groepen waarin alle landen deelnamen. Ieder land ontmoette elkaar in zowel een thuis- als een uitwedstrijd, de groepsindeling was aan de hand van resultaten in het verleden en een daaraan gekoppelde loting bepaald. Alleen de groepswinnaar zou zich rechtstreeks kwalificeren, terwijl de nummer twee het zou mogen opnemen tegen een nummer twee uit een andere groep, mits dat land het best geklasseerde land op de tweede plaats was, ook dan was rechtstreekse kwalificatie een feit.
De sleutelduels voor Tsjechië waren de dubbele ontmoetingen tegen oude bekende Nederland, dat op het EK 2004 en in de kwalificatie daarvoor al verslagen werd, en Roemenië. De beide wedstrijden tegen Nederland gingen met 2-0 verloren, en ook uit Roemenië kwamen de Tsjechen met een nederlaag van gelijke grootte terug. Desondanks eindigde de Tsjechen als tweede in de groep, waardoor het zich plaatste voor de play-offs.
In die play-offs kwam Tsjechië tegenover Noorwegen te staan. Midden november speelden de landen twee keer tegen elkaar, en beide keren won Tsjechië met 1-0, waardoor het dus zeker was van deelname aan het eindtoernooi in Duitsland.

### Wedstrijden
| 8 september, 2004 | Nederland | 2 – 0 | Tsjechië  |
| 9 oktober, 2004   | Tsjechië  | 1 – 0 | Roemenië  |
| 13 oktober, 2004  | Armenië   | 0 – 3 | Tsjechië  |
| 17 november, 2004 | Macedonië | 0 – 2 | Tsjechië  |
| 26 maart, 2005    | Tsjechië  | 4 – 3 | Finland   |
| 30 maart, 2005    | Andorra   | 0 – 4 | Tsjechië  |
| 4 juni, 2005      | Tsjechië  | 8 – 1 | Andorra   |
| 8 juni, 2005      | Tsjechië  | 6 – 1 | Macedonië |
| 3 september, 2005 | Roemenië  | 2 – 0 | Tsjechië  |
| 7 september, 2005 | Tsjechië  | 4 – 1 | Armenië   |
| 8 oktober, 2005   | Tsjechië  | 0 – 2 | Nederland |
| 12 oktober, 2005  | Finland   | 0 – 3 | Tsjechië  |

### Ranglijst groep 1
| Land      | Wed | Win | Gel | Ver | DV | DT | +/- | Pnt |
| --------- | --- | --- | --- | --- | -- | -- | --- | --- |
| Nederland | 12  | 10  | 2   | 0   | 27 | 3  | +24 | 32  |
| Tsjechië  | 12  | 9   | 0   | 3   | 35 | 12 | +23 | 27  |
| Roemenië  | 12  | 8   | 1   | 3   | 20 | 10 | +10 | 25  |
| Finland   | 12  | 5   | 1   | 6   | 21 | 19 | +2  | 16  |
| Macedonië | 12  | 2   | 3   | 7   | 11 | 24 | -13 | 9   |
| Armenië   | 12  | 2   | 1   | 9   | 9  | 25 | -16 | 7   |
| Andorra   | 12  | 1   | 2   | 9   | 4  | 34 | -30 | 5   |

### Play-offs
|                                                                    |           |                     |          |                                                                                   |
| 12 november WK-kwalificatie Play-offs «onderlinge duels» 19:30 uur | Noorwegen | 0 – 1               | Tsjechië | Ullevaal Stadion, Oslo Toeschouwers: 24.264 Scheidsrechter: Massimo Busacca (SUI) |
| 12 november WK-kwalificatie Play-offs «onderlinge duels» 19:30 uur |           | 32' Vladimír Šmicer |          | Ullevaal Stadion, Oslo Toeschouwers: 24.264 Scheidsrechter: Massimo Busacca (SUI) |

|                                                                    |                   |       |           |                                                                            |
| 16 november WK-kwalificatie Play-offs «onderlinge duels» 20:15 uur | Tsjechië          | 1 – 0 | Noorwegen | Toyota Arena, Praag Toeschouwers: 17.464 Scheidsrechter: Graham Poll (ENG) |
| 16 november WK-kwalificatie Play-offs «onderlinge duels» 20:15 uur | Tomáš Rosický 35' |       |           | Toyota Arena, Praag Toeschouwers: 17.464 Scheidsrechter: Graham Poll (ENG) |

## Groep E
Vlak voor het WK begon barstte de bom in Italië, een grootschalig omkoopschandaal, bijgenaamd Calciopoli kwam aan het licht. Jarenlang waren spelers en scheidsrechters omgekocht, spil was algemeen directeur Luciano Moggi van Juventus die reputaties van scheidsrechters kon maken of breken. Ook clubs als Lazio Roma en AC Milan hadden een bedenkelijke reputatie en er vonden huiszoekingen plaats bij grote spelers als Zinedine Zidane en Fabio Cannavaro. Uiteindelijk werden de twee laatste landstitels van Juventus ontnomen, de ploeg degradeerde naar de Serie B. De stress bij Juventus werd belichaamd door spelersbegeleider Gianluca Pessotto, die zich van het leven probeerde te beroven door van het clubgebouw van Juventus te springen, hij overleefde de poging.
Het Italiaanse nationale team stond ook onder druk, manager Marcello Lippi was jarenlang manager van Juventus, zijn zoon was ook betrokken bij het schandaal, zijn schuld in het omvangrijke schandaal was niet bewezen. Het team rechte zijn rug en had met doelman Gianluigi Buffon, verdediger Fabio Cannavaro, de fijnbesnaarde middenvelder Andrea Pirlo en topscorer Luca Toni sterke troeven. Italië begon goed met een 2-0 zege  tegen een eveneens goed spelend Ghana. De doelpunten werden gemaakt door Andrea Pirlo met een schot van afstand en Vincenzo Iaquinta profiteerde van een zachte terugspeelbal van ex-Bayern München-speler Samuel Kuffour.
De andere favoriet in deze groep Tsjechië had ook een sterke generatie met keeper Petr Čech, topscorer Jan Koller en vooral de middenvelder van Juventus Pavel Nedved. Merkwaardigerwijs debuteerde deze generatie op een WK, terwijl de "Gouden Generatie" glorieerde op EK's (finalist 1996, halve finalist 2004). In de eerste wedstrijd won de ploeg simpel met 3-0 van de Verenigde Staten, Koller scoorde tweemaal, maar raakte geblesseerd en kon de volgende wedstrijden niet mee spelen. In de tweede wedstrijd stond Tsjechië als verlamd in het veld en verloor kansloos met 2-0 van Ghana, dat ook nog een strafschop miste. Italië teleurstelde ook door met 1-1 gelijk te spelen tegen de Verenigde Staten. Er vielen liefst drie rode kaarten: naast twee Amerikanen werd Daniele De Rossi uit het veld gestuurd na een elleboogstoot op Brian McBride, hij zou voor vier wedstrijden worden geschorst en zou hoogstens tijdens de finale weer in actie kunnen komen.
In de laatste speelronde hadden alle landen nog kans zich te plaatsen. Ghana had na de goede wedstrijden tegen Italië en Tsjechië moeite met de Verenigde Staten, het won met 2-1 en plaatste zich als enig Afrikaans land voor de achtste finales. Amerika speelde geen enkele rol van betekenis in deze groep, coach Bruce Arena werd ontslagen. Tsjechië vocht voor zijn laatste kans tegen Italië, vooral Pavel Nedved sleurde zijn ploeg naar voren, maar na de 1-0 voorsprong door de vroege invaller Marco Materazzi speelde Tsjechië weer als verlamd. De eindstand was 2-0 en Tsjechië was vroegtijdig uitgeschakeld.
| Land             | Wed | Win | Gel | Ver | DV | DT | +/− | Pnt |
| ---------------- | --- | --- | --- | --- | -- | -- | --- | --- |
| Italië           | 3   | 2   | 1   | 0   | 5  | 1  | 4   | 7   |
| Ghana            | 3   | 2   | 0   | 1   | 4  | 3  | 1   | 6   |
| Tsjechië         | 3   | 1   | 0   | 2   | 3  | 4  | –1  | 3   |
| Verenigde Staten | 3   | 0   | 1   | 2   | 2  | 6  | –4  | 1   |

|                                               |                  |                            |          |                                                                                   |
| 12 juni 2006 «onderlinge duels» 18:00 (UTC+2) | Verenigde Staten | 0 – 3                      | Tsjechië | Veltins-Arena, Gelsenkirchen Toeschouwers: 52.000 Scheidsrechter: Carlos Amarilla |
| 12 juni 2006 «onderlinge duels» 18:00 (UTC+2) |                  | 5' Koller 36', 76' Rosický |          | Veltins-Arena, Gelsenkirchen Toeschouwers: 52.000 Scheidsrechter: Carlos Amarilla |

|                                               |                        |       |       |                                                                       |
| 12 juni 2006 «onderlinge duels» 21:00 (UTC+2) | Italië                 | 2 – 0 | Ghana | AWD-Arena, Hannover Toeschouwers: 43.000 Scheidsrechter: Carlos Simon |
| 12 juni 2006 «onderlinge duels» 21:00 (UTC+2) | Pirlo 40' Iaquinta 83' |       |       | AWD-Arena, Hannover Toeschouwers: 43.000 Scheidsrechter: Carlos Simon |

|                                               |          |                     |       |                                                                                   |
| 17 juni 2006 «onderlinge duels» 18:00 (UTC+2) | Tsjechië | 0 – 2               | Ghana | RheinEnergieStadion, Keulen Toeschouwers: 45.000 Scheidsrechter: Horacio Elizondo |
| 17 juni 2006 «onderlinge duels» 18:00 (UTC+2) |          | 2' Gyan 82' Muntari |       | RheinEnergieStadion, Keulen Toeschouwers: 45.000 Scheidsrechter: Horacio Elizondo |

|                                               |               |       |                     |                                                                                           |
| 17 juni 2006 «onderlinge duels» 21:00 (UTC+2) | Italië        | 1 – 1 | Verenigde Staten    | Fritz-Walter-Stadion, Kaiserslautern Toeschouwers: 46.000 Scheidsrechter: Jorge Larrionda |
| 17 juni 2006 «onderlinge duels» 21:00 (UTC+2) | Gilardino 22' |       | 27' (e.d.) Zaccardo | Fritz-Walter-Stadion, Kaiserslautern Toeschouwers: 46.000 Scheidsrechter: Jorge Larrionda |

|                                               |          |                           |        |                                                                          |
| 22 juni 2006 «onderlinge duels» 16:00 (UTC+2) | Tsjechië | 0 – 2                     | Italië | AOL Arena, Hamburg Toeschouwers: 50.000 Scheidsrechter: Benito Archundia |
| 22 juni 2006 «onderlinge duels» 16:00 (UTC+2) |          | 26' Materazzi 87' Inzaghi |        | AOL Arena, Hamburg Toeschouwers: 50.000 Scheidsrechter: Benito Archundia |

|                                               |                               |       |                  |                                                                                 |
| 22 juni 2006 «onderlinge duels» 16:00 (UTC+2) | Ghana                         | 2 – 1 | Verenigde Staten | easyCredit-Stadion, Neurenberg Toeschouwers: 41.000 Scheidsrechter: Markus Merk |
| 22 juni 2006 «onderlinge duels» 16:00 (UTC+2) | Dramani 22' Appiah 45' (pen.) |       | 43' Dempsey      | easyCredit-Stadion, Neurenberg Toeschouwers: 41.000 Scheidsrechter: Markus Merk |

FAČR · A-internationals · Bondscoaches · Selecties · Statistieken · Tsjechisch vrouwenelftal · Olympisch elftal · Tsjechië U21 · Tsjechië U20 · Tsjechië U19 · Tsjechië U18 · Tsjechië U17 · Tsjechië U16
EK 1996 · 
EK 2000 · 
EK 2004 · 
EK 2008 · 
EK 2012 · 
EK 2016 · 
EK 2020
WK 1998 · 
WK 2002 · 
WK 2006 · 
WK 2010 · 
WK 2014 · 
WK 2018 · 
WK 2022
OS 2000
1906 · 1907 · 1908 · 1909 – 1938 · 1939 · 1940 – 1993 · 1994 · 1995 · 1996 · 1997 · 1998 · 1999 · 2000 · 2001 · 2002 · 2003 · 2004 · 2005 · 2006 · 2007 · 2008 · 2009 · 2010 · 2011 · 2012 · 2013 · 2014 · 2015 · 2016 · 2017 · 2018 · 2019 · 2020 · 2021
Albanië ·
Andorra ·
Armenië ·
Australië ·
Azerbeidzjan ·
België ·
Bosnië en Herzegovina ·
Brazilië ·
Bulgarije ·
Canada ·
China ·
Costa Rica ·
Cyprus ·
Denemarken ·
Duitsland ·
Engeland ·
Estland ·
Faeröer ·
Finland ·
Frankrijk ·
Georgië ·
Ghana ·
Griekenland ·
Hongarije ·
Ierland ·
IJsland ·
Israël ·
Italië ·
Japan ·
Joegoslavië ·
Kazachstan ·
Koeweit ·
Kosovo ·
Kroatië ·
Letland ·
Libanon ·
Liechtenstein ·
Litouwen ·
Luxemburg ·
Malta ·
Marokko ·
Mexico ·
Moldavië ·
Montenegro ·
Nederland ·
Nigeria ·
Noord-Ierland ·
Noord-Macedonië ·
Noorwegen ·
Oekraïne ·
Oostenrijk ·
Paraguay ·
Peru ·
Polen ·
Portugal ·
Qatar ·
Roemenië ·
Rusland ·
San Marino ·
Saoedi-Arabië ·
Schotland ·
Servië ·
Slovenië ·
Slowakije ·
Spanje ·
Trinidad en Tobago ·
Turkije ·
Uruguay ·
Verenigde Arabische Emiraten ·
Verenigde Staten ·
Wales ·
Wit-Rusland ·
Zuid-Afrika ·
Zuid-Korea ·
Zweden ·
Zwitserland
Denemarken (2021) · 
Duitsland (1996, 2) · 
Engeland (2021) · 
Ghana (2006) · 
Griekenland (2012) · 
Italië (2006) · 
Kroatië (2016) · 
Kroatië (2021) · 
Nederland (2021) · 
Polen (2012) · 
Portugal (2008) · 
Portugal (2012) · 
Rusland (2012) · 
Schotland (2021) · 
Spanje (2016) · 
Turkije (2008) · 
Verenigde Staten (2006) ·
Zwitserland (2008)
1. ↑  https://www.ad.nl/buitenlands-voetbal/tien-jaar-geleden-de-wereld-op-zijn-kop-in-het-italiaanse-voetbal~a46f2560/
2. ↑  https://www.bbc.com/sport/football/49910626
3. ↑  https://www.voetbalkrant.com/nieuws/2006-05-19/huiszoekingen-bij-cannavaro-en-ibrahimovic/amp
4. ↑  https://www.vi.nl/nieuws/juventus-degradeert-naar-b-en-is-titels-kwijt
5. ↑  Pessotto zwaargewond na val uit raam
6. ↑  https://www.gva.be/cnt/oid399893
7. ↑  http://news.bbc.co.uk/sport2/hi/football/world_cup_2006/4852746.stm
8. ↑  https://www.youtube.com/watch?v=WGvfXqCoMOQ
9. ↑  https://www.fcupdate.nl/voetbalnieuws/7599/wk-serie-tsjechie-debutant-met-titelaspiraties/
10. ↑  https://www.trouw.nl/nieuws/jan-koller-minimaal-twee-duels-aan-de-kant~bf50bbc4/
11. ↑  https://www.vi.nl/nieuws/dujkovic-had-zijn-koffers-al-klaar-staan
12. ↑  https://www.trouw.nl/nieuws/de-rossi-voor-vier-wedstrijden-geschorst~b92987a7/
13. ↑  ttps://www.trouw.nl/nieuws/ghana-maakt-een-heel-continent-trots~bfbf59d1/
14. ↑  http://www.msnbc.msn.com/id/13860292/
15. ↑  https://football-italia.net/nl/op-deze-dag-tsjechische-rep-0-2-itali%C3%AB/